# Arenzano
Arenzano (ligurisch Arensen, Aensèn oder Rensèn) ist eine Stadt mit 11.150 Einwohnern (Stand 31. Dezember 2023) in der Metropolitanstadt Genua.

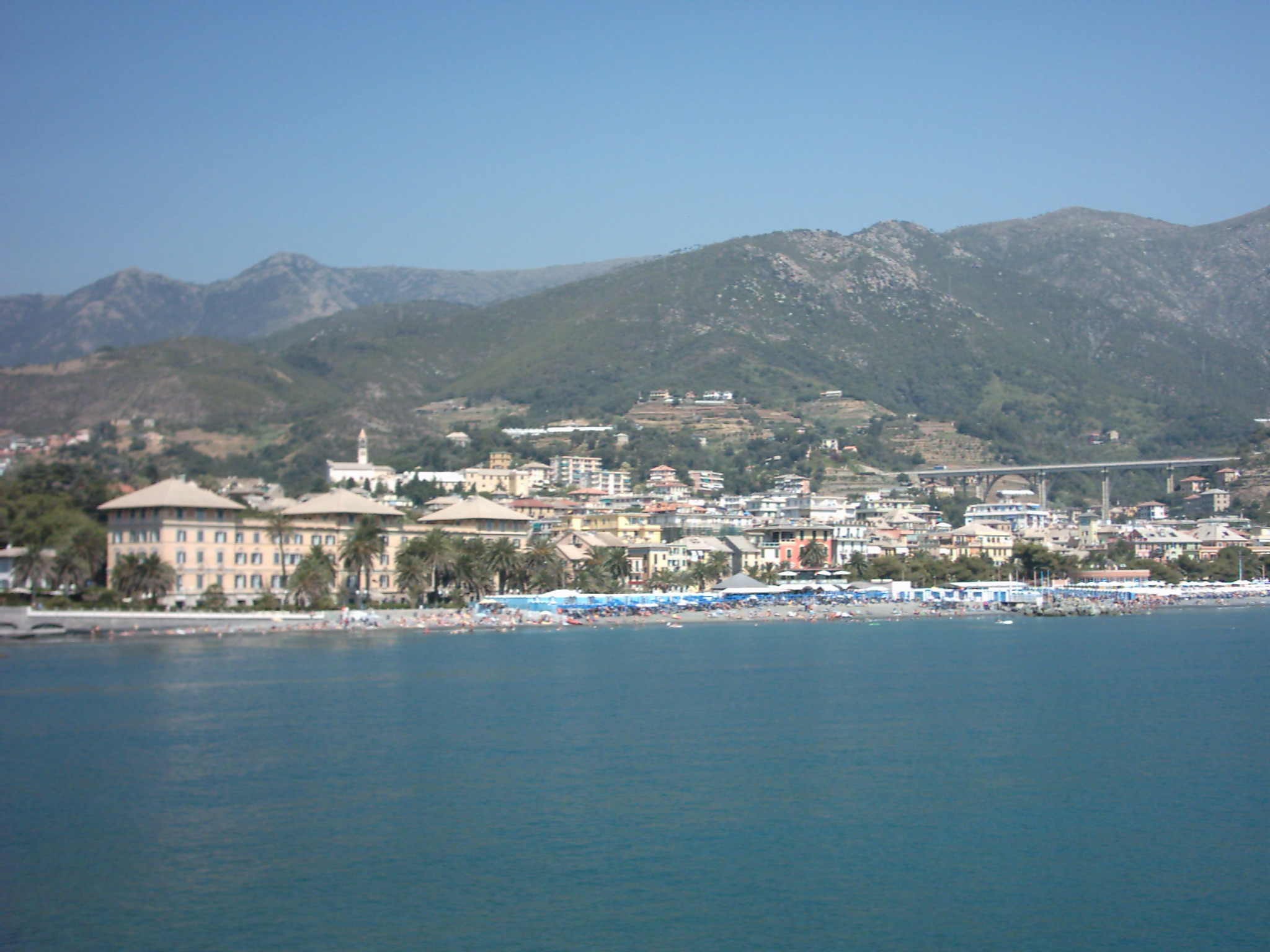
Arenzano

## Geographie
Die Stadt ist an der Küste der Riviera di Ponente in einer Bucht westlich der Regionalhauptstadt Genua gelegen. Der Großteil (zwei Drittel) des kommunalen Territoriums (24,6 km²) ist Bergland und die größte Höhe wird mit 1183 Metern vom Gipfel des Monte Reixa erreicht. Die Gemeinde ist in den einzigen Ortsteil Terralba untergliedert zu dem die Ortschaften Bicocca, Cantarena, Case Soprane, Gazzo und Terrarossa hinzukommen.
Die Morphologie des Territoriums ist bemerkenswert, da einige Gebirgszüge des Ligurischen Apennins bis auf eine Distanz von fünf Kilometer an die Küste herankommen. Das Hinterland des Gemeindelandes bildet mit den Nachbarkommunen Cogoleto und Mele die Berggemeinde Argentea und mit Ländereien von Cogoleto, Varazze, Voltri, Sassello, Stella, Tiglieto, Masone, Campo Ligure und Rossiglione den Naturpark Beigua.

## Geschichte

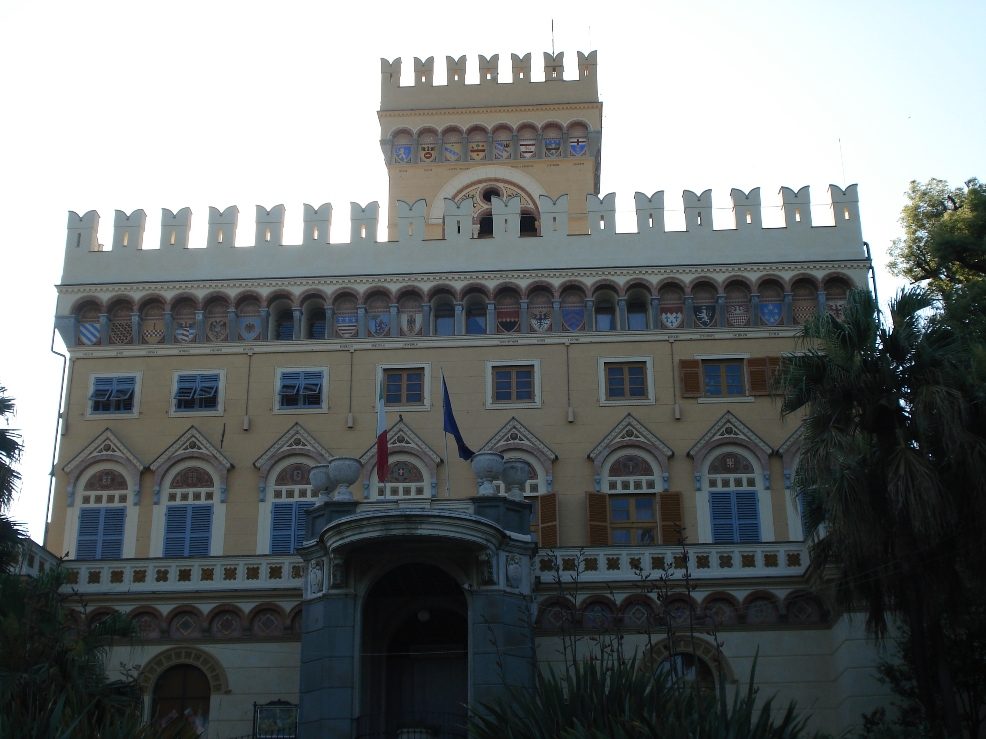
Die Villa Negrotto Cambiaso, Sitz der Stadtverwaltung

Laut historischer Quellen entstand die erste Wohnsiedlung in den ersten Jahrhunderten nach Christi Geburt unter der Regierung des Römischen Reiches. Der antike Name der Stadt, Arentianis, weist auf den Besitz der Familie der Arentii hin.
Wie auch die umliegenden Städte und Dörfer war Arenzano eng an das Schicksal des nahegelegenen Genuas gebunden. Im Mittelalter erlitt es verschiedene Überfälle der Barbaren, und im 10. Jahrhundert wurde es von den Sarazenen besetzt und zu einer Festung ausgebaut. Mit der Vertreibung dieser blühte die Stadt unter den Obertenghi wieder auf.
Im 12. Jahrhundert stellten der Schiffbau sowie die Schifffahrt die wichtigsten Wirtschaftszweige von Arenzano dar. Dadurch entstanden Kontakte zu den genuesischen Kolonien auf Korsika, am Schwarzen Meer und im Levante. Das Territorium der Stadt ging sehr früh in den Besitz der Republik Genua über und mit dem Nachbarort Voltri zu einer Verwaltungseinheit zusammengelegt.  
Quellen aus dem Mittelalter deuten auf die Unterteilung Arenzanos in zwei Siedlungsräume hin: Arenzano sottana und Arenzano soprana (zu deutsch: Unter- und Oberarenzano). Bei letzterer könnte es sich um die heutige Siedlung Terralba handeln, bekannt für seine reichen Tuffgesteinsvorkommen.
Im Laufe der Jahrhunderte und insbesondere im 17. Jahrhundert erlitt Arenzano mehrere Piratenüberfälle, so dass es schließlich gezwungen war, den Stadtkern zu befestigen. 1815 ging es, wie auch die anderen ligurischen Gemeinden, in das Königreich Sardinien über, um 1861 in das Königreich Italien aufgenommen zu werden.

## Sehenswürdigkeiten

### Sakralbauten
- das Santuario di Nostra Signora delle Olivette
- das Santuario del Gesù Bambino di Praga
- die Chiesa dei Santi Nazario e Celso
- die Chiesa di San Bartolomeo
- die Chiesa di San Martino e Sant'Alessandro Della Pineta
- die Chiesa di San Sebastiano
- das Oratorio di Santa Chiara

### Naturflächen

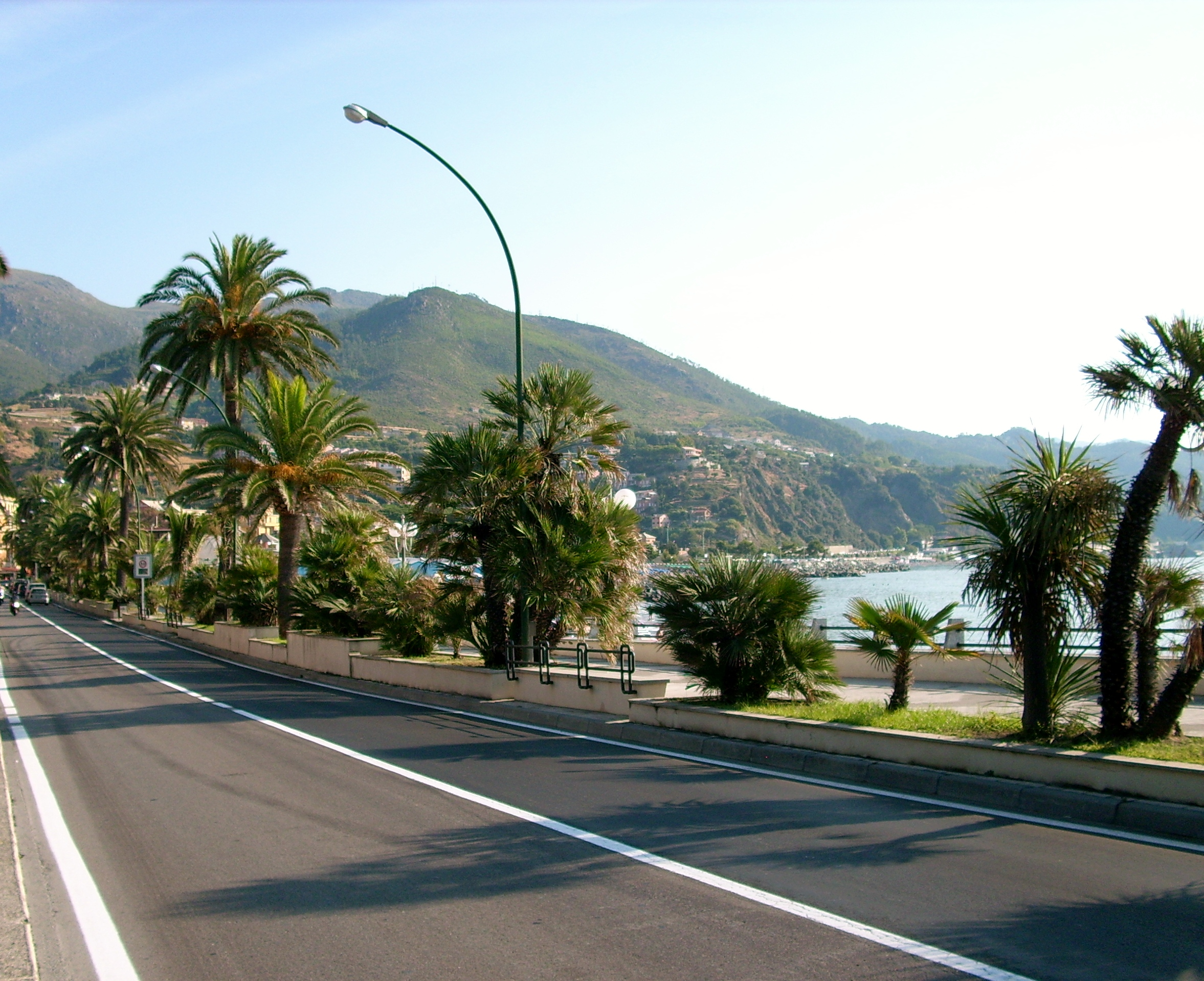
Die Strandpromenade zwischen Arenzano und Cogoleto

Arenzano ist über einen Strandpromenade mit der Nachbargemeinde Cogoleto verbunden. Diese verfügt über einen Radweg und trägt den Namen des genuesischen Liedermachers Fabrizio de André. Sie wurde auf der alten Bahnstrecke Genua—Ventimiglia realisiert und am 15. April 2006 eingeweiht.
Im Hinterland der Stadt befindet sich ein beliebtes Ausflugsziel mit einer Vielzahl von Wanderwegen, das kurioserweise  den Namen Cü du Mundu trägt (zu deutsch: Hintern der Welt).
Anderthalb Seemeilen entfernt vom Hafen Arenzanos liegt in westlicher Richtung das Wrack des Öltankers M/T Haven. Dieser geriet am 14. April 1991 vor dem Hafen Genuas in Havarie und ist heute ein beliebtes Tauchobjekt.
Der Meeresgrund zwischen Arenzano und Punta Invrea wurde von dem Netzwerk Natura 2000 als besonderes Schutzgebiet ausgewiesen. Dort befinden sich weitläufige Neptungraswiesen (Posidonia oceanica), die verschiedenen Meerestieren einen idealen Lebensraum bieten. Nachgewiesen ist das Vorkommen von Seepferdchen (Hippocampus ranulosus), Seenadeln (Nerophis maculatus, Nerophis ophidion, Syngnathus acus und Syngnathus typhle) und Lippfischen (Symphodus cinereus, Symphodus melanocercus, Symphodus doderleini und Symphodus tinca).

## Wirtschaft

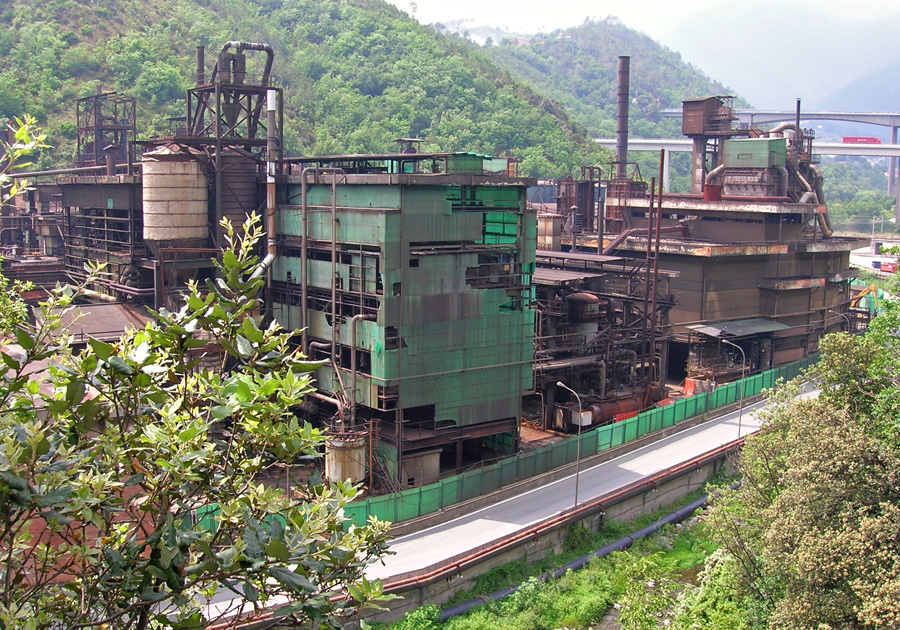
Die stillgelegte Luigi Stoppani SpA zwischen Arenzano und Cogoleto

Die Wirtschaft Arenzanos basiert auf dem Tourismus. So gibt es in der Stadt eine Vielzahl von Unterkunftsmöglichkeiten, unter denen das Grand Hotel aus dem Jahre 1915 hervorsticht. Dieses befindet sich wenige Meter vom Stadtpark sowie der Strandmeile entfernt.
Von Bedeutung für die lokale Wirtschaft ist auch der kleine Touristenhafen, der nach dem Umzug der Hafenbehörde noch weiter ausgebaut werden soll. Neben dem gut entwickelten Tourismussektor besitzt Arenzano ein Dienstleistungszentrum, das sich in der Zone Campo zwischen Arenzano und der Nachbargemeinde Cogoleto angesiedelt hat.
Von historischer Bedeutung ist das Unternehmen Luigi Stoppani SpA, eine Chemiefabrik, die unter starker Beeinträchtigung der Umwelt Chromsalz herstellte und heute vor dem Abriss steht. In der Vergangenheit verfügte Arenzano auch über eine nennenswerte Papierindustrie, die im Cantarenatal ihren Standort hatte. Heute ist diese im Recyclingbereich tätig.

## Infrastruktur
Arenzano liegt an der Provinzstraße 1, der Via Aurelia. Außerdem ist es über einen eigenen Zubringer an die Autobahn A10 angebunden.
Die Stadt verfügt über einen Bahnhof an der Bahnstrecke Genua–Ventimiglia, innerhalb des Abschnittes zwischen Genua und Savona.

## Gemeindepartnerschaften
Die Stadt Arenzano unterhält zu folgenden Gemeinden eine Partnerschaft:
- Loutraki, Griechenland (seit Oktober 1957)
- Pontoise, Frankreich (seit Februar 1958)
- Domburg, Niederlande (seit November 1958)
- El Jadida, Marokko (seit Juli 1964)
- Tata, Ungarn (seit Juni 1994)

## Söhne und Töchter
- Enzo Cacciola (* 1945), Maler
- Edoardo Chiossone (1833–1898), Radierer
- Agostino Giuseppe Delfino (1935–2020), römisch-katholischer Ordensgeistlicher, Bischof von Berbérati